# 段子珖
段子珖（越南语：／，1819年—1928年），越南阮朝舉人、官員。他出生於阮朝開國皇帝阮福映在位的嘉隆年間，八十二歲時考中舉人，在末代皇帝阮福晪保大年間逝世，享壽一百一十歲。

## 生平
段子珖是河靜省奉公社人，生於嘉隆十八年（1819年）。
成泰十二年（1900年），段子珖在乂安場中庚子科舉人，時年八十二歲。
保大三年（1928年）段子珖逝世，享壽一百一十歲。